# Pseudotyrannochthonius utahensis
Pseudotyrannochthonius utahensis es una especie de arácnido del orden Pseudoscorpionida de la familia Chthoniidae.

## Distribución geográfica
Se encuentra en Utah (Estados Unidos).